# 川名敬
川名 敬（かわな けい、1967年 - ）は、日本の医学者・医師。専門は産婦人科学。学位は、博士（医学）。日本大学医学部産婦人科学系産婦人科学分野主任教授、日本大学医学部附属板橋病院病院長補佐。

## 略歴
- 1993年3月 - 東北大学医学部卒業[2]
- 1993年6月 - 東京大学医学部産科婦人科学研修医[2]
- 1996年4月 - 厚生労働省ヒューマンサイエンス振興財団研究員[2]
- 1998年7月 - 東京大学医学部産科婦人科学助手[2]
- 1999年4月 - 埼玉県立がんセンター婦人科医員[2]
- 2000年4月 - 東京大学医学部産科婦人科学助手[2]
- 2001年6月 - 東京大学より博士（医学）を取得（論文タイトルは『ヒトパピローマウイルスに対する遺伝子型共通ワクチンの基礎的研究』）[3]
- 2003年9月 - ハーバード大学産婦人科留学[2]
- 2005年9月 - 東京大学医学部産科婦人科学助手[2]
- 2007年4月 - 東京大学医学部産科婦人科学助教
- 2011年10月 - 東京大学医学部産科婦人科婦人科学教室講師[2]、東京大学医学部附属病院女性外科病棟医長[4]
- 2013年1月 - 東京大学大学院医学系研究科産婦人科学講座生殖内分泌学分野准教授[2]、東京大学医学部附属病院女性外科副科長[2]
- 2016年9月 - 日本大学医学部産婦人科学系産婦人科学分野主任教授[2]、日本大学医学部附属板橋病院産婦人科部長[2]
- 2020年4月 - 日本大学医学部産婦人科学系産婦人科学分野主任教授、日本大学医学部附属板橋病院副病院長[2]・産婦人科部長
- 2021年4月 - 日本大学医学部産婦人科学系産婦人科学分野主任教授、日本大学医学部附属板橋病院病院長補佐[2]・産婦人科部長